# Mysella triquetra
Mysella triquetra är en musselart som först beskrevs av Addison Emery Verrill och Katharine Jeanette Bush 1898.  Mysella triquetra ingår i släktet Mysella och familjen Lasaeidae. Inga underarter finns listade i Catalogue of Life.